# 氨綸

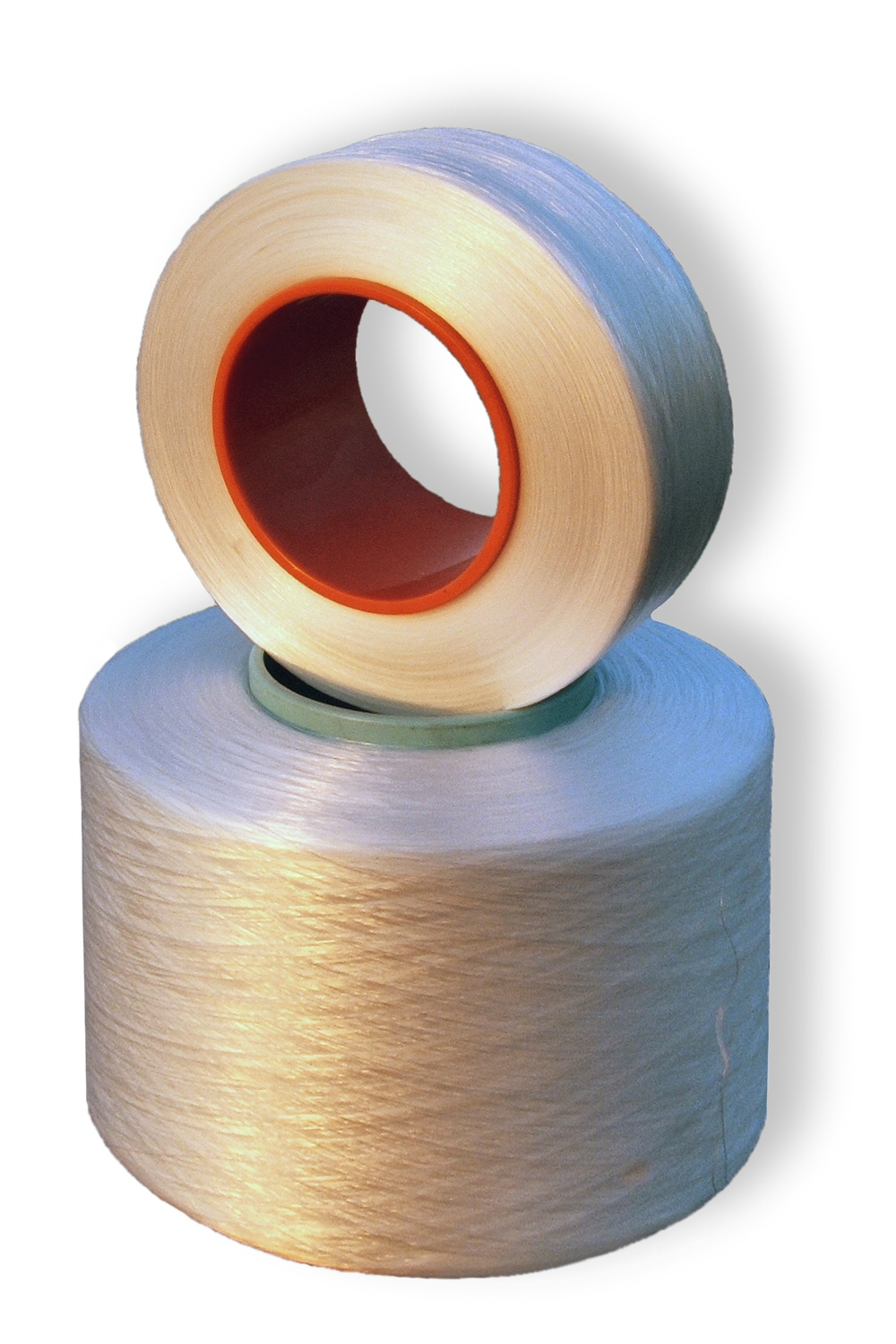
氨綸纖維

氨纶（英語：Spandex／Elastane），俗称莱卡（英語：Lycra），是一种弹力纤维，由美国杜邦公司于1958年发明。其具有很强的弹性，伸展度可达600%，且能回复原样，比橡胶的强度更大、更透氣，也更耐磨。当它第一次面世的时候，彻底改变了服装行业的许多领域。
氨纶用在一般衣服上的成分百分比较小。在北美，用在男性衣服上很少，用在女性衣服上较多。因为女性的衣服大多要求较贴身。

## 特性和用途
氨綸輕柔而且容易染色，密度為1.0至1.3克/立方厘米。回彈力不及橡膠但較為耐用，彈力約為5-12cN/tex。本材料不太吸濕，吸濕量只有自重的1%。氨綸不容易起毛球，也不會積聚靜電。平日護理建議以40 °C 或以下的水溫清洗氨綸紡織物，但必要時水溫可提高至60 °C。游泳池水等含游離氯的物質会使氨纶弹性及伸度下降。添加氧化鋅、氧化鎂、氫氧化鎂或酚類化合物微粒的氨綸纖維具備抗氯特性，常用於游泳衣。
由於氨綸優異的彈性和強度、抗皺和快乾的特性，氨綸被廣泛應用在不同的衣物上，尤其是貼身衣物。氨綸常見於運動服裝，例如專業型游泳衣、緊身褲、排球短褲、單車短褲、鐵人三項服裝、體操服、網球衣褲、某些皮帶、胸圍、絲襪、襪褲、芭蕾舞演員和其他舞者穿的衣物和舞帶；醫療上可用作保護骨骼系統的護墊、治療用的壓縮衣物及手術軟管。有些家具用品，例如微珠枕頭，面料也往往採用氨綸。
一般來說，氨綸用在衣物時會與棉或聚酯混紡，以将光泽降低到最小程度，並只佔最終布料的一少部分。這些衣物大都保留了其他纖維的外觀與質感。據估算，在2010年北美洲出售的80%衣物都含有氨綸。在中國，氨綸的消費量由2010年的約25萬噸倍增至2016年的50.1萬噸，複合年均增長率為12.4%。
也混合聚酰胺。

## 生產方法
氨綸纖維絲主要由四種方法製得：熔融擠出、反應紡絲、溶液干法紡絲和溶液濕紡。這些方法的共通點是單體發生化學反應，形成聚合物前體，前體再參與各種反應，然後拉成幼絲。
溶液干法紡絲是目前的主流製程，佔了全球94.5%的產能。溶液干法紡絲可分為五個步驟：
- 首先是在反應容器混合低聚二元醇和二異氰酸酯單體以獲取聚合物前體。通常二元醇對異氰酸酯的比例為1：2。
- 接著，聚合物前體和等量的二元胺發生鏈增長聚合。所得的溶液用溶劑二甲基乙酰胺稀釋並用作拉絲。溶劑稀釋可減低溶液的黏度，使泵浦溶液和拉絲的過程更為均勻受控。
- 拉絲溶液被泵浦到圓柱形的紡紗單元，從單元表面金屬板細孔擠出，形成一束束液態狀的聚合物。在擠出的過程中，聚合物會遇熱和接觸到單元外充氮氣和溶劑氣體的環境，從而令聚合物發生化學反應並形成固體纖維絲。
- 纖維絲隨即被互相纏繞成合適粗幼的紗線。每條紗線都是由無數條纖維絲互相粘合而成（此時氨綸的表面具有粘性，所以會自動粘合）。
- 用硬脂酸鎂或其他聚合物處理紗線表面，以防止紗線互相粘連影響後續紡織加工，並經由一系列的輥子繞到捲軸上。

韓國曉星集團是全球最大的氨綸生產商，而華峰氨綸則是按產能計中國最大、全球第二大的氨綸生產商。氨綸的原研廠商英威达（2003年自杜邦分拆）至今仍是主要生產商之一。單體的成本佔氨綸的整體生產成本約百分之70，其餘主要為燃料成本及設備折舊。

## 健康影響
氨綸本身似乎不會導致過敏反應。這和乳膠不同，因為乳膠本身就是種致敏源。然而，生產氨綸過程中，很多試劑都帶有毒性和刺激性，尤其是甲苯二異氰酸酯和雙酚亞甲基-4,4-二異氰酸酯。殘留在氨綸紡織物的試劑可以引起過敏反應。臨床報告指出，在罕見情況下，氨綸衣物能引發皮膚炎，但是不能排除是衣物上的乳膠部件（例如橡皮筋和緊縮帶）嫁禍。
此外，穿戴氨綸製成的內褲或者會增加尿道感染的風險。

## 圖片

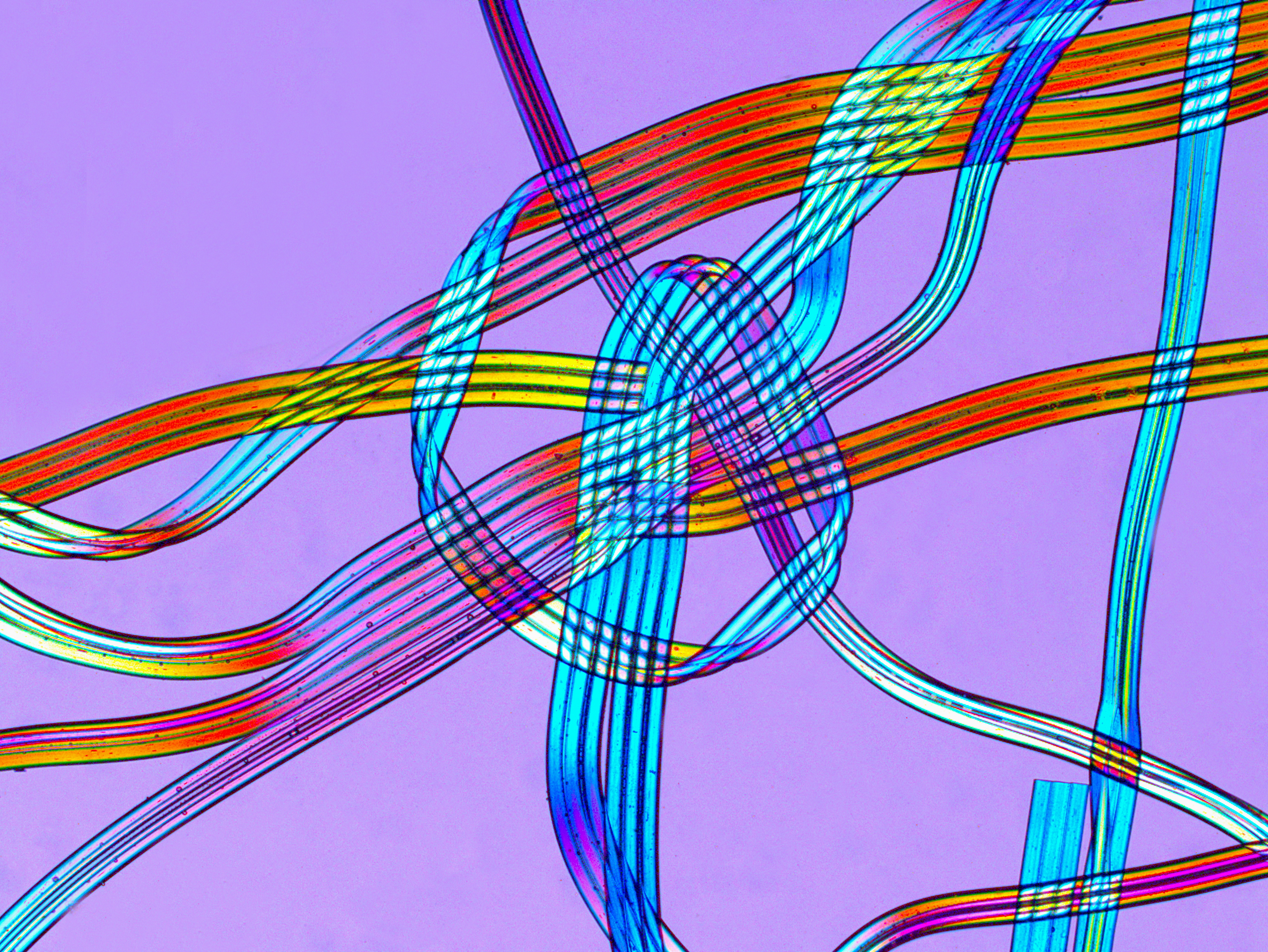
氨綸纖維在偏振光顯微鏡（英语：polarized light microscope）下放大100倍的情況
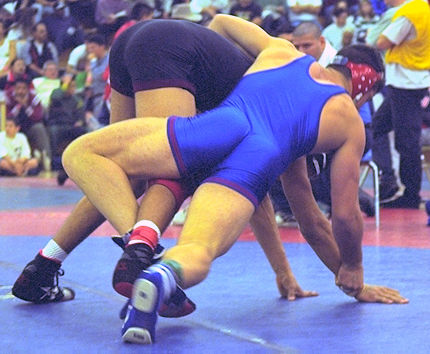
氨綸衣物的機械強度足以支撐摔跤手的劇烈運動
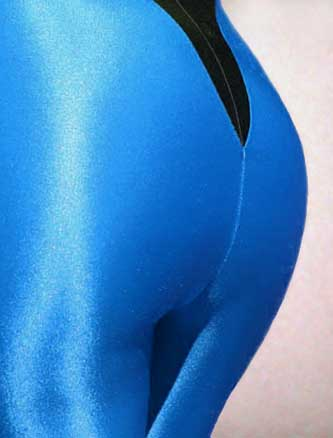
氨綸製成的泳衣，展示出氨綸貼伏而富光澤的特性
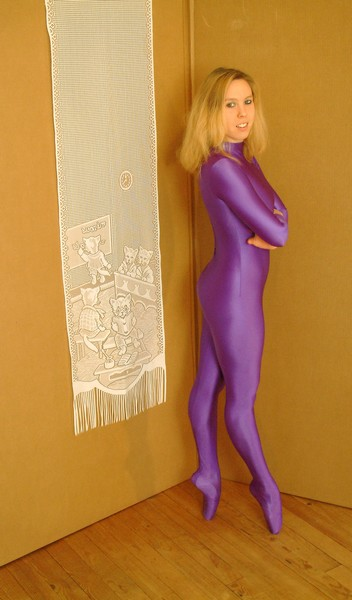
氨綸製成的芭蕾舞衣服

## 外部連結
- 面料详细资料 - lycra (莱卡) （页面存档备份，存于）